# Damalini
Tribu
Les Damalini sont une tribu de mouches de la famille des Asilidae.

## Liste des genres
Selon BioLib (15 novembre 2024) :
- Bromleyus Hardy, 1944
- Haplopogon Engel, 1930
- Holcocephala Jaennicke, 1867
- Orrhodops Hull, 1958

## Systématique
La tribu des Damalini a été créée en 1962 par l'entomologiste américain Frank Montgomery Hull (1901-1982).

## Publication originale
- (en) Frank M. Hull, « Robber flies of the world. The genera of the family Asilidae », Bulletin of the United States National Museum, Washington D.C., vol. 224, no 1,‎ 1962, p. 1-429.